# Boissy-le-Sec
Pour les articles homonymes, voir Boissy.
Boissy-le-Sec (prononcé [bwasi lǝ sɛk] ) est une commune française située à quarante-six kilomètres au sud-ouest de Paris dans le département de l'Essonne en région Île-de-France.
Ses habitants sont appelés les Boissyons.

## Géographie

### Situation
| Type d’occupation           | Pourcentage | Superficie (en hectares) |
| --------------------------- | ----------- | ------------------------ |
| Espace urbain construit     | 1,7 %       | 33,28                    |
| Espace urbain non construit | 0,9 %       | 17,46                    |
| Espace rural                | 97,4 %      | 1 880,88                 |
| Source : Iaurif             |             |                          |

Boissy-le-Sec se trouve entre la plaine de Beauce et les vallées et coteaux du Hurepoix : le village lui-même, au sud-ouest de la commune est encore en Beauce, alors que les deux hameaux, au nord de celle-ci  – Le Rotoir et Venant – sont déjà situés en Hurepoix, en bordure, pour le premier, et au sein pour le second de la vallée de la Renarde. Celle-ci donne son nom à un site classé, instauré en 1987 qui, avec son complément inscrit, s'étend à l'ouest au nord et à l'est de la commune.
Boissy-le-Sec est situé à quarante-six kilomètres au sud-ouest de Paris-Notre-Dame, point zéro des routes de France, trente-et-un kilomètres au sud-ouest d'Évry, sept kilomètres au nord-ouest d'Étampes, huit kilomètres au sud-est de Dourdan, dix-sept kilomètres au sud-ouest d'Arpajon, dix-neuf kilomètres au sud-ouest de La Ferté-Alais, vingt-trois kilomètres au sud-ouest de Montlhéry, vingt-huit kilomètres au sud-ouest de Palaiseau, vingt-neuf kilomètres au nord-ouest de Milly-la-Forêt, trente-deux kilomètres au sud-ouest de Corbeil-Essonnes.

### Hydrographie
Le territoire de Boissy-le-Sec se trouve aux confins du Hurepoix et de la Beauce, deux pays hydrologiquement contrastés ; riche en rivières, pour le premier et pauvre en filets d'eau pour le second. Au nord de la commune, la vallée emblématique de la Renarde passe en dessous du hameau du Rotoir, situé sur un promontoire, avant de s'élargir à hauteur de Venant, l'autre écart de Boissy-le-Sec. Cette vallée sèche depuis quelques siècles- bordée de coteaux boisés, fait partie du Hurepoix, pays qui étend jusqu'au sud-ouest de Paris, un éventail de vallées et de plateaux dont le caractère pittoresque est grignoté par l'urbanisation au fur et à mesure que l'on s'approche de la capitale. La vallée de la Renarde est encore préservée et devrait le rester puisqu'elle constitue un site classé.
Le bourg rural de Boissy se situe, au sud de la commune, dans un paysage beauceron de champs ouverts s'étendant sur un plateau légèrement vallonné. Il se place, en particulier, à la naissance du vallon de la Misère, cours d'eau intermittent lequel, après des périodes de précipitations abondantes et prolongées, va rejoindre la Renarde, à sa source, en aval du bourg de Villeconin, après avoir suivi la direction de l'est ; puis s'être infléchit vers le nord sur le territoire de Villeconin en longeant le hameau de Fourchainville.

### Relief et géologie
Le point le plus bas de la commune est situé à quatre-vingt-douze mètres d'altitude et le point culminant à cent cinquante-sept mètres. Comme l'indique l'hydrographie, le relief n'est pas très prononcé au sud du bourg puisque la plaine de Boissy-le-Sec prolonge la Beauce sans solution de continuité. Au nord de la commune, le plateau est découpé par les vallées sèches de la Misère, de la Renarde et les vallons qui y aboutissent. Ces vallées furent creusées relativement profondément par de puissants cours d'eau résultant de la fonte du permafrost à la fin de la dernière ère glaciaire. Ainsi, un relief en creux prononcé caractérise les franges nord et est du terroir de Boissy-le-Sec.

### Climat
Pour des articles plus généraux, voir Climat de l'Île-de-France et Climat de l'Essonne.
En 2010, le climat de la commune est de type climat océanique dégradé des plaines du Centre et du Nord, selon une étude du CNRS s'appuyant sur une série de données couvrant la période 1971-2000. En 2020, Météo-France publie une typologie des climats de la France métropolitaine dans laquelle la commune est exposée à un climat océanique altéré et est dans la région climatique Sud-ouest du bassin Parisien, caractérisée par une faible pluviométrie, notamment au printemps (120 à 150 mm) et un hiver froid (3,5 °C). 
Pour la période 1971-2000, la température annuelle moyenne est de 10,7 °C, avec une amplitude thermique annuelle de 15 °C. Le cumul annuel moyen de précipitations est de 655 mm, avec 10,9 jours de précipitations en janvier et 7,7 jours en juillet. Pour la période 1991-2020, la température moyenne annuelle observée sur la station météorologique la plus proche, située sur la commune de Dourdan à 8 km à vol d'oiseau, est de 11,4 °C et le cumul annuel moyen de précipitations est de 654,2 mm,. Pour l'avenir, les paramètres climatiques de la commune estimés pour 2050 selon différents scénarios d'émission de gaz à effet de serre sont consultables sur un site dédié publié par Météo-France en novembre 2022.

### Lieux-dits, écarts et quartiers
La Commune comporte trois agglomérations : le bourg de Boissy, le hameau du Rotoir et celui de Venant ; trois maisons, isolées mais rattachées à Venant, se trouvent à la limite de Villeconin aux lieux-dits « La Croix à Renard » et « Le Fond de l'Etang », de part et d'autre de la route départementale 82.

## Urbanisme

### Typologie
Au 1er janvier 2024, Boissy-le-Sec est catégorisée commune rurale à habitat dispersé, selon la nouvelle grille communale de densité à sept niveaux définie par l'Insee en 2022.
Elle est située hors unité urbaine. Par ailleurs la commune fait partie de l'aire d'attraction de Paris, dont elle est une commune de la couronne,. Cette aire regroupe 1 929 communes,.

## Toponymie
Sous les formes latine Bussiacum, Bossiacum siccum en 1216
, Buisseium siccum vers 1272, les actes portent l'orthographe « Boissy-le-Secq » jusqu'au XVIIIe siècle.
La commune a été créée en 1793 avec son nom actuel.
L'origine du nom de Boissy-le-Sec vient de buxetum le nom latin du buis, arbuste très répandu dans les bois de la commune. Le qualifiant « le Sec » est très ancien, puisque Buisseium Siccum est mentionné dans un acte du XVIIIe siècle, et s'explique par le manque de cours d'eau permanent, en opposition avec Boissy-la-Rivière, autre village des environs, situé en amont dans la vallée de la Juine.
Ce toponyme est ancien puisque connu dès le haut Moyen Âge comme désignation d'un prieuré puis d'une seigneurie, créée par Philippe Auguste au début du XIIIe siècle.
Un grand nombre de noms de lieu représentent des collectifs latins formés sur des noms d'arbres à l'aide du suffixe -etum qui à l'époque carolingienne, a été altéré en -idum et -ida, forme féminine de -etum, a été aussi employé à la même fin.

## Histoire
Le plateau autour du village a été cultivé dès l'antiquité et de nombreux vestiges de fermes gauloise et gallo-romaines ont été identifiés. Le toponyme Boissy est d'origine latine dérivant de Bussecum, lieu planté de Buis et le village a sans doute été le site d'une villa gallo-romaine, avant de devenir, sous les premiers Capétiens, celui d'une « grange » royale domaine de la Couronne. Louis VI le Gros accorda en 1120 aux habitants du village une charte leur conférant divers privilèges, dont celui de ne pouvoir être traduits en justice en dehors de leur paroisse. Celle-ci fut érigée en 1195 en Prieuré dépendant de l'abbaye augustine de Clairefontaine. La construction de l'église Saint-Louis commença à cette époque et les vastes dimensions de sa nef suggèrent que la population de la paroisse était alors nombreuse, au XIIIe siècle elle atteignait environ 700 habitants.
En 1216, Philippe V créa une seigneurie à Boissy-le-Sec en faisant don des terres et droits qu'il y possédait à l'un de ses familiers, le chevalier Gauthier de Nanteau de la branche cadette de la première maison de Nemours, qui donna plusieurs chambellans aux premiers Capétiens.
Au début de la guerre de Cent Ans, Philippe VI de Valois chargea un chevalier banneret, Jean Paviot, de tenir garnison au château de Boissy et de renforcer ses défenses. D'après les historiens locaux, ce château fort fut achevé en 1339. Mais Jean Paviot n'est attesté comme seigneur de Boissy-le-Sec qu'en 1349. Le château fut pris par les Anglais vers 1358 et figurait, en 1360 dans les dispositions des préliminaire de Paix de Bretigny au nombre des places fortes laissées en gage au Roi d'Angleterre pour garantir le paiement de la rançon du Roi de France Jean le Bon, fait prisonnier lors de la bataille de Poitiers.
À la fin du XVe siècle, la seigneurie appartenait toujours aux descendants de Jean Paviot qui jouaient un rôle important dans l'Armée et à la Cour des Valois. À cette époque le château qui avait perdu sa valeur stratégique devint une demeure de plaisance dotée d'un nouveau corps de logis.
Le dernier des Paviot de Boissy-le-Sec mourut en 1697 et après divers avatars, la seigneurie fut achetée par Charles Boyetet de Mérouville, d'une famille de grands négociants d'Orléans, récemment anobli par l'achat d'une charge de secrétaire du Roi.
La famille Boyetet devenue de Boissy, conservera la seigneurie jusqu'à la Révolution, ses descendants à l'époque vendirent le château, sa basse cour et les terres à un avocat d'Orléans, Jean-Baptiste Couturier qui pour son malheur avait été un fermier général ce qui lui valut d'être guillotiné en 1794. Sa veuve récupéra le domaine sous le Directoire et l'apporta à son second mari, Jean-Baptiste Bourgeon. Celui-ci devint maire du village sous l'Empire et le resta sous la Restauration et au début de la monarchie de Juillet. Il fit transformer les parterres et les bosquets du jardin classique du château en parc paysager et, sous son administration, le clocher et le porche de l'église gothique qui s'étaient effondrés furent reconstruits en style néo-classique.
Boissy a vu arriver des Allemands dès le 16 juin 1940 et leur dernier détachement a quitlé la commune le 21 août 1944. En juillet avait eu lieu sur le territoire de la commune le parachutage d'un commando allié qui devait tenter d'assassiner le maréchal Rommel, commandant en chef des troupes allemandes sur le front ouest.

## Population et société

### Démographie

#### Évolution démographique
La population qui atteignait les 700 personnes après la Révolution, se réduisit progressivement en raison des pertes de la Grande Guerre (32 noms figurent sur le monument aux morts à ce titre) puis de l'exode rural et à la fin des années 1960 le nombre d'habitants était tombé en dessous de 400. Cette dépopulation provoqua la fermeture de tous les commerces d'alimentation : la motorisation et la concentration des exploitants agricoles firent disparaître le charron et le maréchal ferrant et une douzaine de petites fermes.
Depuis les années 1970, la croissance démographique a repris et la population atteint environ 650 personnes en 2007. En fait, les nouveaux habitants sont des « rurbains » qui vivent à la campagne et travaillent à la ville. L'agriculture reste la principale activité économique de la commune mais ne fait vivre directement et indirectement qu'une trentaine de personnes.

L'évolution du nombre d'habitants est connue à travers les recensements de la population effectués dans la commune depuis 1793. Pour les communes de moins de 10 000 habitants, une enquête de recensement portant sur toute la population est réalisée tous les cinq ans, les populations de référence des années intermédiaires étant quant à elles estimées par interpolation ou extrapolation. Pour la commune, le premier recensement exhaustif entrant dans le cadre du nouveau dispositif a été réalisé en 2005.

En 2022, la commune comptait 693 habitants, en évolution de +1,46 % par rapport à 2016 (Essonne : +2,89 %, France hors Mayotte : +2,11 %).
| 1793 | 1800 | 1806 | 1821 | 1831 | 1836 | 1841 | 1846 | 1851 |
| ---- | ---- | ---- | ---- | ---- | ---- | ---- | ---- | ---- |
| 659  | 588  | 722  | 721  | 686  | 608  | 561  | 555  | 585  |

| 1856 | 1861 | 1866 | 1872 | 1876 | 1881 | 1886 | 1891 | 1896 |
| ---- | ---- | ---- | ---- | ---- | ---- | ---- | ---- | ---- |
| 579  | 599  | 573  | 608  | 590  | 559  | 514  | 529  | 534  |

| 1901 | 1906 | 1911 | 1921 | 1926 | 1931 | 1936 | 1946 | 1954 |
| ---- | ---- | ---- | ---- | ---- | ---- | ---- | ---- | ---- |
| 542  | 505  | 479  | 405  | 441  | 406  | 383  | 396  | 394  |

| 1962 | 1968 | 1975 | 1982 | 1990 | 1999 | 2005 | 2006 | 2010 |
| ---- | ---- | ---- | ---- | ---- | ---- | ---- | ---- | ---- |
| 380  | 403  | 405  | 400  | 502  | 624  | 616  | 626  | 671  |

| 2015 | 2020 | 2022 | - | - | - | - | - | - |
| ---- | ---- | ---- | - | - | - | - | - | - |
| 677  | 692  | 693  | - | - | - | - | - | - |

#### Pyramide des âges
En 2018, le taux de personnes d'un âge inférieur à 30 ans s'élève à 36,2 %, soit en dessous de la moyenne départementale (39,9 %). De même, le taux de personnes d'âge supérieur à 60 ans est de 19,5 % la même année, alors qu'il est de 20,1 % au niveau départemental.
En 2018, la commune comptait 353 hommes pour 333 femmes, soit un taux de 51,46 % d'hommes, largement supérieur au taux départemental (48,98 %).
Les pyramides des âges de la commune et du département s'établissent comme suit.
| Hommes | Classe d’âge | Femmes |
| ------ | ------------ | ------ |
| 1,1    | 90 ou +      | 0,3    |
| 4,5    | 75-89 ans    | 5,1    |
| 14,0   | 60-74 ans    | 14,0   |
| 25,3   | 45-59 ans    | 26,2   |
| 18,3   | 30-44 ans    | 19,0   |
| 17,4   | 15-29 ans    | 14,0   |
| 19,4   | 0-14 ans     | 21,4   |

| Hommes | Classe d’âge | Femmes |
| ------ | ------------ | ------ |
| 0,5    | 90 ou +      | 1,4    |
| 5,4    | 75-89 ans    | 7,2    |
| 12,9   | 60-74 ans    | 13,9   |
| 20     | 45-59 ans    | 19,4   |
| 19,9   | 30-44 ans    | 20,1   |
| 20     | 15-29 ans    | 18,2   |
| 21,3   | 0-14 ans     | 19,8   |

## Politique et administration

### Politique locale
La commune de Boissy-le-Sec est rattachée au canton d'Étampes, représenté par les conseillers départementaux Marie-Claire Chambaret (DVD) et Guy Crosnier (UMP), à l'arrondissement d’Étampes et à la deuxième circonscription de l'Essonne, représentée par le député Franck Marlin (UMP).
L'Insee attribue à la commune le code 91 1 08 081. La commune de Boissy-le-Sec est enregistrée au répertoire des entreprises sous le code SIREN 219 100 815. Son activité est enregistrée sous le code APE 8411Z.

### Tendances et résultats politiques
Élections présidentielles, résultats des deuxièmes tours :
- Élection présidentielle de 2002 : 84,07 % pour Jacques Chirac (RPR), 15,93 % pour Jean-Marie Le Pen (FN), 77,82 % de participation[39].
- Élection présidentielle de 2007 : 58,19 % pour Nicolas Sarkozy (UMP), 41,81 % pour Ségolène Royal (PS), 85,94 % de participation[40].
- Élection présidentielle de 2012 : 57,92 % pour Nicolas Sarkozy (UMP), 42,08 % pour François Hollande (PS), 83,17 % de participation[41].

Élections législatives, résultats des deuxièmes tours :
- Élections législatives de 2002 : 65,82 % pour Franck Marlin (UMP), 34,18 % pour Gérard Lefranc (PCF), 60,67 % de participation[42].
- Élections législatives de 2007 : 58,46 % pour Franck Marlin (UMP) élu au premier tour, 12,46 % pour Marie-Agnès Labarre (PS), 67,86 % de participation[43].
- Élections législatives de 2012 : 61,56 % pour Franck Marlin (UMP), 38,44 % pour Béatrice Pèrié (PS), 58,44 % de participation[44].

Élections européennes, résultats des deux meilleurs scores :
- Élections européennes de 2004 : 27,26 % pour Harlem Désir (PS), 15,35 % pour Patrick Gaubert (UMP), 44,79 % de participation[45].
- Élections européennes de 2009 : 30,04 % pour Michel Barnier (UMP), 18,03 % pour Daniel Cohn-Bendit (Les Verts), 46,50 % de participation[46].

Élections régionales, résultats des deux meilleurs scores :
- Élections régionales de 2004 : 47,15 % pour Jean-François Copé (UMP), 40,51 % pour Jean-Paul Huchon (PS), 68,86 % de participation[47].
- Élections régionales de 2010 : 51,48 % pour Jean-Paul Huchon (PS), 48,52 % pour Valérie Pécresse (UMP), 49,41 % de participation[48].

Élections cantonales, résultats des deuxièmes tours :
- Élections cantonales de 2001 : données manquantes.
- Élections cantonales de 2008 : 62,66 % pour Jean Perthuis (UMP), 37,34 % pour François Jousset (PCF), 63,21 % de participation[49].

Élections municipales, résultats des deuxièmes tours :
- Élections municipales de 2001 : données manquantes.
- Élections municipales de 2008 : 235 voix pour Patricia Kopacz (?), 225 voix pour Josiane Ducos (?), 63,80 % de participation[50].

Référendums :
- Référendum de 2000 relatif au quinquennat présidentiel : 72,99 % pour le Oui, 27,01 % pour le Non, 40,04 % de participation[51].
- Référendum de 2005 relatif au traité établissant une Constitution pour l'Europe : 53,87 % pour le Non, 46,13 % pour le Oui, 71,91 % de participation[52].

### Enseignement
Les établissements scolaires de Boissy-le-Sec dépendent de l'académie de Versailles. La commune dispose d'une école élémentaire. En regroupement pédagogique avec La-Forêt-le-Roi, Richarville & Boutervilliers, la commune accueille les élèves de CP et de CE1 du regroupement.

### Services publics
La commune dispose sur son territoire d'une agence postale.

### Jumelages
La commune n'a développée aucune association de jumelage.

## Vie quotidienne à Boissy-le-Sec

### Culture
Un festival (musiques balkaniques, tziganes, traditionnelles revisitées, fanfares, spectacles d'humour pour enfants) se tient chaque année dans la commune en septembre : le festival Chap'Co (Chap'Co – une note d'enchantement (chapco.fr).

### Lieux de culte
La paroisse catholique de Boissy-le-Sec est rattachée au secteur pastoral de Dourdan et au diocèse d'Évry-Corbeil-Essonnes. Elle dispose de l'église Saint-Louis où une messe est dite une fois par mois.

### Médias
L'hebdomadaire Le Républicain relate les informations locales. La commune est en outre dans le bassin d'émission des chaînes de télévision France 3 Paris Île-de-France Centre, IDF1 et Téléssonne intégré à Télif.

## Économie

### Emplois, revenus et niveau de vie
En 2010, le revenu fiscal médian par ménage était de 42 645 €, ce qui plaçait Boissy-le-Sec au 1 433e rang parmi les 31 525 communes de plus de 39 ménages en métropole.
| Répartition des emplois par catégories socioprofessionnelles en 2006. |              |                                           |                                                   |                            |                          |                           |
|                                                                       | Agriculteurs | Artisans, commerçants, chefs d’entreprise | Cadres et professions intellectuelles supérieures | Professions intermédiaires | Employés                 | Ouvriers                  |
| Boissy-le-Sec                                                         | -            | -                                         | -                                                 | -                          | -                        | -                         |
| Zone d’emploi d’Étampes                                               | 1,8 %        | 6,2 %                                     | 15,1 %                                            | 24,9 %                     | 27,2 %                   | 24,8 %                    |
| Moyenne nationale                                                     | 2,2 %        | 6,0 %                                     | 15,4 %                                            | 24,6 %                     | 28,7 %                   | 23,2 %                    |
| Répartition des emplois par secteurs d’activités en 2006.             |              |                                           |                                                   |                            |                          |                           |
|                                                                       | Agriculture  | Industrie                                 | Construction                                      | Commerce                   | Services aux entreprises | Services aux particuliers |
| Boissy-le-Sec                                                         | -            | -                                         | -                                                 | -                          | -                        | -                         |
| Zone d’emploi d’Étampes                                               | 2,9 %        | 16,1 %                                    | 6,7 %                                             | 14,8 %                     | 9,2 %                    | 5,8 %                     |
| Moyenne nationale                                                     | 3,5 %        | 15,2 %                                    | 6,4 %                                             | 13,3 %                     | 13,3 %                   | 7,6 %                     |
| Sources : Insee,                                                      |              |                                           |                                                   |                            |                          |                           |

## Culture locale et patrimoine

### Patrimoine environnemental
Les bois au nord et à l'est du bourg et la pelouse calcicole ont été recensés au titre des espaces naturels sensibles par le conseil général de l'Essonne.
Le site classé de la Vallée de la Renarde et ses bordures inscrites occupent près d'un tiers du territoire de la commune au nord-ouest et à l'est de celui-ci. Il englobe, en totalité le hameau de Venant et borde celui du Rotoir.
Au bourg, le Parc du château constitue une enclave de verdure entre les quartiers est et sud. Bien que généralement clos de murs, des grilles laissent apercevoir les jardins paysagés autour de l'édifice et la grande allée axiale du tracé classique du bois.

### Patrimoine architectural
Boissy-le-Sec dispose d'un patrimoine monumental et paysager considérable :
L'église Saint-Louis du XIIe siècle a été inscrite aux monuments historiques le 2 décembre 1926 comme son prieuré, la voûte du collatéral a été rénovée au XVe siècle et le massif occidental reconstruit au début du XIXe siècle.
Les caves voutées du château de Boissy-le-Sec du XVIe siècle ont été inscrites aux monuments historiques le 21 décembre 1984, le reste du château a été inscrit le 5 décembre 2007.
Dans les hameaux, on peut signaler le mécanisme de l'ancien puits public au Rotoir et l'oratoire de Saint-Venant à Venant, tous deux inscrits au petit patrimoine du département de l'Essonne.

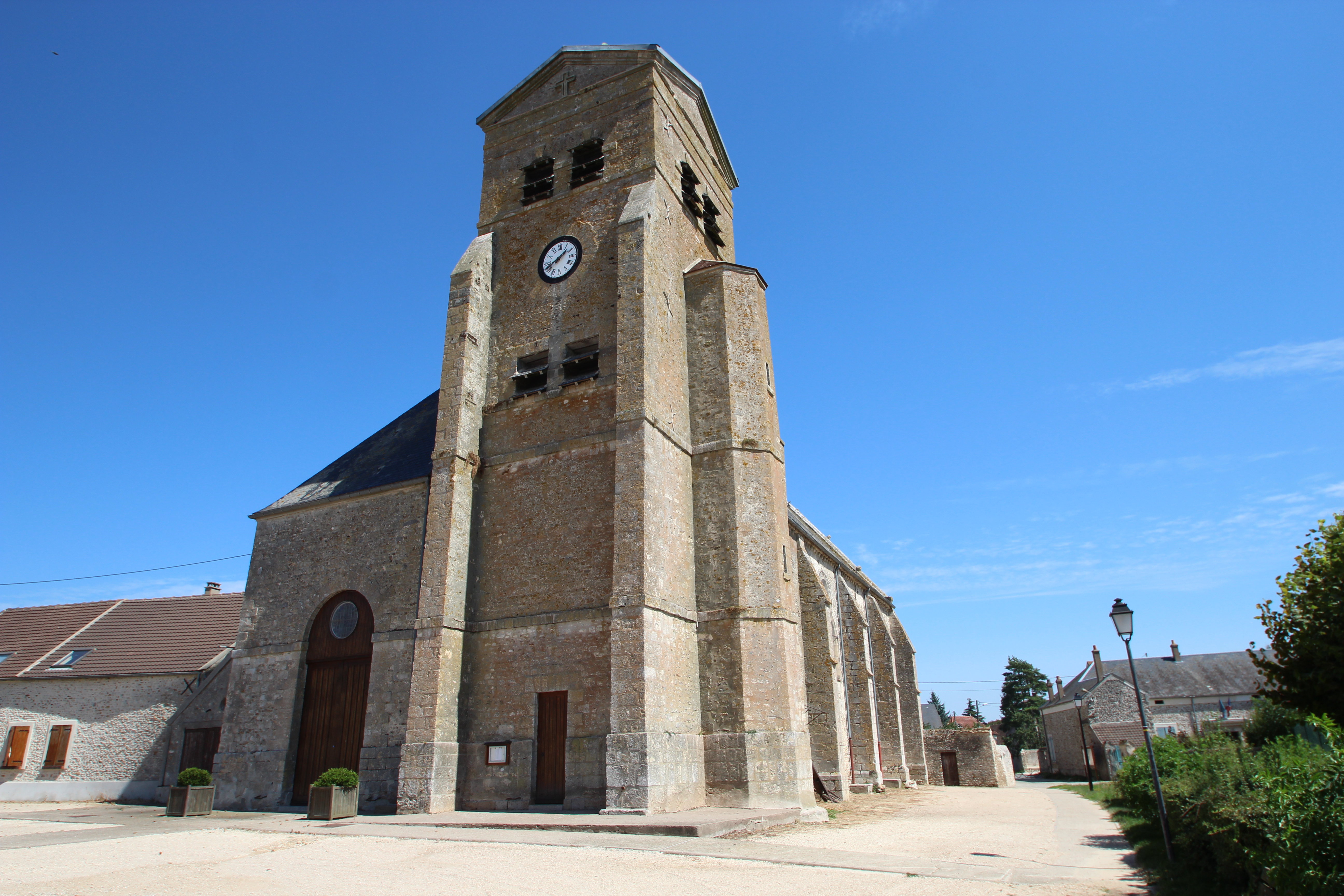
Église Saint-Louis
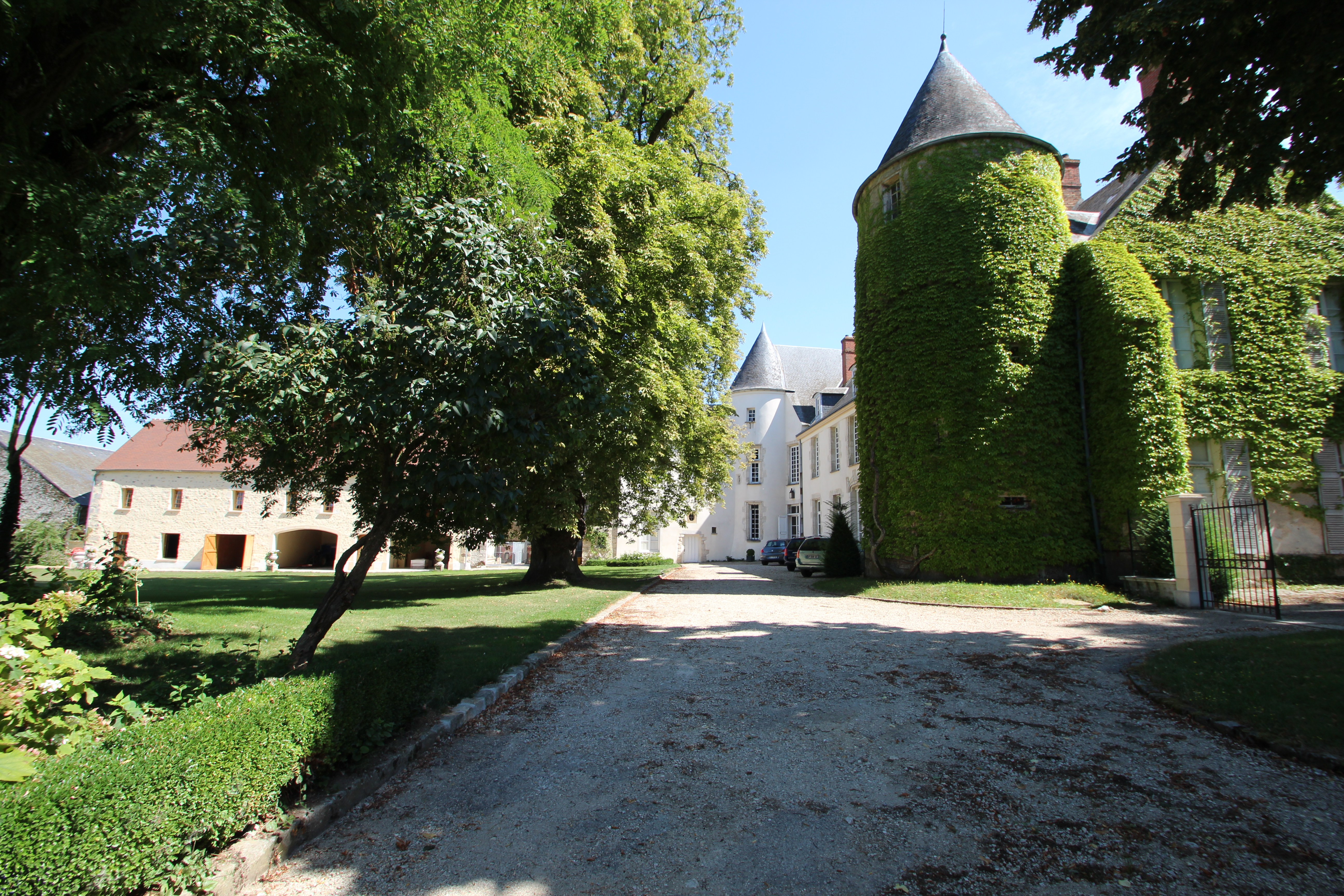
Château

### Héraldique
| Blason de Boissy-le-Sec | Les armes de Boissy-le-Sec se blasonnent : D'argent à l'aigle au vol abaissé de sable, armée, lampassée, becquée et couronnée d'or, l'aile dextre d'azur chargée de six annelets aussi d'or ordonnés un, deux et trois. |

### Boissy-le-Sec dans les arts et la culture
On peut remarquer dans le tome 2 de la bande dessinée Les Bidochons que la mère de Raymonde Bidochon habite au 19, Grande Rue à Boissy-le-Sec.
La commune est également le lieu de résidence d'un personnage et d'une partie de l'intrigue du roman "Train d'enfer pour ange rouge" de Franck Thilliez paru en 2007.